# 榜样5
《榜样5》由中央组织部和中央广播电视总台联合录制。3月22日晚，在中央电视台综合频道首播。 主要讲述新冠肺炎疫情防控阻击战中先进基层党组织和优秀共产党员典型事迹。播出后被多地基层党组织收看并学习。